# Erebus strigipennis
Erebus strigipennis là một loài bướm đêm trong họ Erebidae.

## Hình ảnh

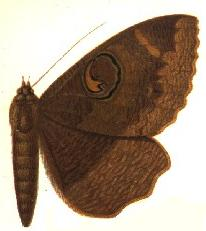